# Peugeot Typ 106
Der Peugeot Typ 106 ist ein frühes Automodell des französischen Automobilherstellers Peugeot, von dem 1908 im Werk Audincourt 109 Exemplare produziert wurden.
Die Fahrzeuge besaßen einen Vierzylinder-Viertaktmotor, der vorne angeordnet war und über Kardan die Hinterräder antrieb. Der Motor leistete aus 2207 cm³ Hubraum 12 PS.
Es gab nur das Modell 106 B. Bei einem Radstand von 303,5 cm betrug die Spurbreite 135 cm. Die Karosserieform Doppelphaeton bot Platz für vier Personen.